# Madeiraranka
Madeiraranka (Anredera cordifolia) är en klättrande, flerårig ört i släktet madeirarankor och familjen malabarspenatväxter som först beskrevs av Michele Tenore, och fick sitt nu gällande namn av Cornelis Gijsbert Gerrit Jan van Steenis. Inga underarter finns listade i Catalogue of Life.

## Utbredning
Madeirarankan härstammar från Sydamerika men har introducerats och naturaliserats på många platser, och växten kan bli en invasiv art där den trivs.

## Användning
Madeirarankan odlas ibland som rumsväxt, samt som bladgrönsak och rotfrukt.